# NGC 3048-2
NGC 3048-2 is een spiraalvormig sterrenstelsel in het sterrenbeeld Leeuw. Het hemelobject werd op 27 april 1864 ontdekt door de Duitse astronoom Albert Marth.

## Synoniemen
- ZWG 92.71
- PGC 1509261